# Ridha Meddeb
Pour les articles homonymes, voir Meddeb.
Ridha Meddeb, né le 18 février 1928 à La Marsa, est un footballeur tunisien.
Venu de La Marsa sur la recommandation de Mohamed Farfar, qui instaure une mini-filière marsoise au Club africain, il est techniquement doué et capable de changer de rôle selon les besoins de l'équipe. Il évolue en tant qu'inter-gauche ou comme attaquant.

## Carrière
- 1954-1957 : Club africain (Tunisie